# DUC Hélices Propellers
Pour les articles homonymes, voir Duc (homonymie).
La société DUC (ou DUC Hélices Propellers) est une société française du secteur aéronautique et spatial, spécialisée dans la fabrication d'hélices et de rotors en composite carbone. Elle a été fondée en 1997 par Vincent Duqueine.
Historiquement spécialisée dans la conception et la fabrication d’hélices et d’autres équipements aéronautiques en composites carbone destinés à l’aviation légère.

## Historique

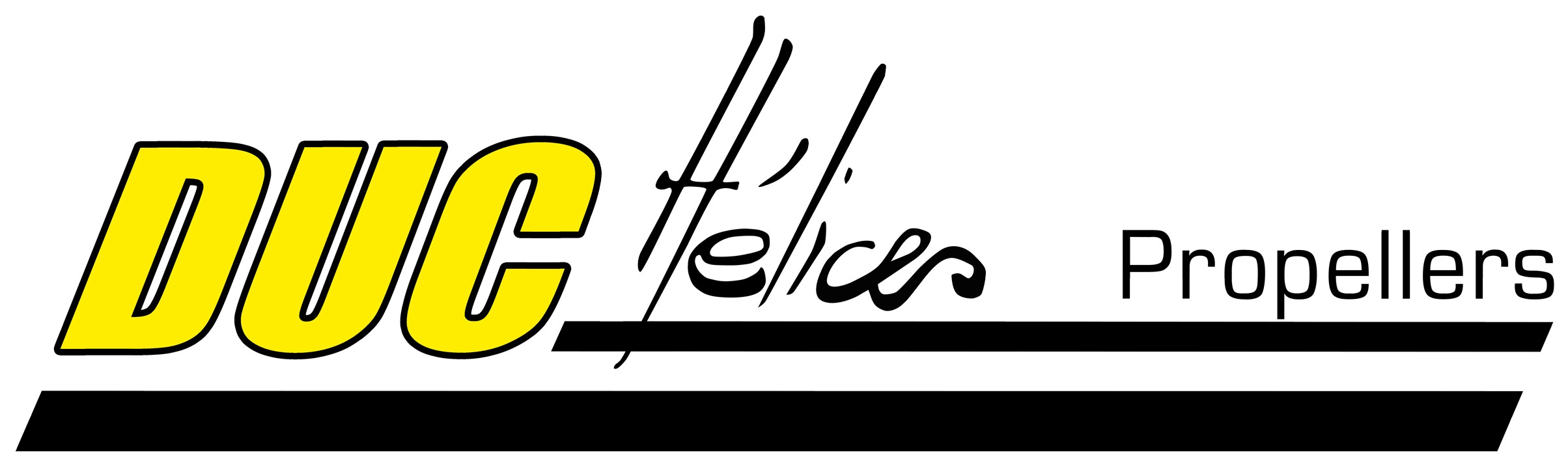

Jusqu’en 2002, l'entreprise limitait le montage de ces hélices sur des appareils ayant au maximum 115 cv. Au courant de l’année 2003 est déposé un brevet sur le procédé exclusif de fabrication Carbone Forgé. L'entreprise emménage au sein de nouveaux locaux sur la commune de Lentilly (69 – Rhône).
En 2005, l'entreprise participe pour la première fois au Salon Aéro Friedrichshafen (Allemagne).
Entre 2008 et 2011, elle développe l’hélice 5 pales Flair Inconel Droite, permettant d’équiper des avions allant jusqu’à une puissance de 180cv.
En 2011, DUC Hélices participe au 1er salon commercial aux États-Unis d'Amérique, puis au salon EAA Airventure de Oshkosh — WI[pertinence contestée].
Elle investit dans un aéronef d’essais en 2013, afin de réaliser les développements et les expérimentations d’hélices.
En 2014, voyant la croissance du marché des appareils à décollage et atterrissage verticaux (VTOL — vertical take-off and landing), l’entreprise a décidé de lancer une étude approfondie du domaine à partir de l’année 2014. Ceci dans le but d’élargir à nouveau sa gamme de produits, en proposant des rotors pour hélicoptère et multicoptère,.
En septembre 2015, DUC hélices reprend l’activité du service après-vente du constructeur Arplast.
Entre 2017 et 2018, la société s'implante sur l’Aérodrome de Villefranche-Tarare (LFHV) à Frontenas (69 – Rhône).
Elle produit des pales de rotor d'hélicoptère et de  multicoptère,[Quand ?].
Elle ouvre en janvier 2019 une filiale aux États-Unis sur l’aéroport de Sebring, en Floride,,